# 英皇陛下最忠誠的反對黨
國王陛下最忠誠的反對黨（英語：His Majesty's Most Loyal Opposition），又称官方反对党（Official Opposition），是英国下议院中在野党的领袖。通常情况下，國王陛下最忠誠的反对黨由下议院中第二大党充任，因为第一大党将组建國王陛下政府。自2024年7月5日开始，官方反对黨由保守党充任。

## 起源
“国王陛下的反對黨”（His Majesty's Opposition）这个短语大约在1826年创立，创立时间远远早于现代两党制。
在当时的议会，议会内充斥着许多由利益团体、家族关系团体或地方派系团体，即便当时已经有辉格党和托利党两个主要党派，但这两个党派远远不是现代议会中成熟的政党。
约翰·霍布豪斯在英国下议院攻击时任外交大臣的喬治·坎寧时半開玩笑地说：“據說陛下的大臣們很難提出這種性質的反對意見，但陛下的反對黨更難迫使他們採取這種做法。”这个短语广受欢迎并沿用至今。

## 反對黨議事天數
雖然在下議院會期內的大部份時間是用於政府事務，但是還是會預留不超過20天的時間用於在野黨的議題。這些時間中，17天是交由反對黨領袖支配，剩下的3天則由其他中小在野黨支配。
雖然反對派在議會議程設置上沒有任何正式的權力，但是他們可以通過他們的現實影響力，以一定正規的渠道實現。

## 反對黨領袖
英王陛下最忠誠的反對黨領袖通常由最大反對黨的黨魁兼任。他和正式首相一樣，享有英國閣員法定薪資和福利待遇，甚至還可以任命一名樞密院顧問。如同英國首相一般，自1915年起反對黨領袖也是英國下議院議員。雖然此前曾有英國上議院議員扮演該角色，但他並非整個反對派的領袖。
根據《1975年閣員及其他公務人員薪資法令》，如果無法決定由誰擔任反對黨領袖，將由下議院議長作最後決定。不過尚未出現過這種情况。
目前反對黨領袖是保守黨黨魁栢丹娜，自2024年11月2日起就任至今。

## 内阁答問

### 首相答問環節
目前最重要的公開議會環節便是由反對黨領袖負責的首相答問環節，這是一個通常在每週三正午12點於下議院舉行的30分鐘會議。在野黨領袖通常會提兩組共計6個問題。而其他在野黨“後排議員”（backbench）也有機會向首相提問，或通過抽籤，或通過議長指派。按照慣例，除了在野黨領袖之外，其餘影子內閣成員是不會在首相答問環節質詢首相的。

### 阁员答問環節
每一名閣員或政府工作人員都有可能被上議院或下議院提問并要求回答。除了在野黨“後排議員”的提問之外，在野黨領袖還會分配一些問題給內閣成員或公務人員。而在上議院，在野黨還能就此質詢政府。這也就是爲什麽每屆政府（包括影子內閣）的部門都會在議會中有個對應的負責人或委員會。

## 座位
根據西敏制，英國首相及其執政黨坐在下議院議長的右邊，而在野黨則坐在左邊。目前屬於執政黨的工黨議員坐在議長的右邊，而保守黨及其他反對黨派議員坐在左邊。